# Modao Xi
Modao Xi (kinesiska: 磨刀溪) är ett vattendrag i Kina. Det ligger i storstadsområdet Chongqing, i den sydvästra delen av landet, omkring 270 kilometer nordost om det centrala stadsdistriktet Yuzhong.
Genomsnittlig årsnederbörd är 1 591 millimeter. Den regnigaste månaden är september, med i genomsnitt 264 mm nederbörd, och den torraste är januari, med 14 mm nederbörd.